# Neuseeländische Cricket-Nationalmannschaft in Südafrika in der Saison 1953/54
Die Tour der neuseeländischen Cricket-Nationalmannschaft nach Südafrika in der Saison 1953/54 fand vom 11. Dezember 1953 bis zum 9. Februar 1954 statt. Die internationale Cricket-Tour war Bestandteil der Internationalen Cricket-Saison 1953/54 und umfasste fünf Tests. Südafrika gewann die Serie 4–0.

## Vorgeschichte
Für beide Mannschaften war es die erste Tour der Saison.
Das letzte Aufeinandertreffen der beiden Mannschaften bei einer Tour fand in der Saison 1952/53 in Neuseeland statt. Es war die erste Tour Neuseelands in Südafrika.

## Stadien
Die folgenden Stadien wurden für die Tour als Austragungsort vorgesehen.
| Stadion                  | Stadt          | Kapazität | Spiele       |
| ------------------------ | -------------- | --------- | ------------ |
| Sahara Stadium Kingsmead | Durban         | 25.000    | 1. Test      |
| Wanderers Stadium        | Johannesburg   | 34.000    | 2. & 4. Test |
| Newlands Cricket Ground  | Kapstadt       | 25.000    | 3. Test      |
| Sahara Oval St George’s  | Port Elizabeth | 19.000    | 5. Test      |

## Kaderlisten
Die Mannschaften benannten die folgenden Kader.
| Test | Test |
| Südafrika | Neuseeland |
| --- | --- |
| - Jack Cheetham (K) - Neil Adcock - Russell Endean - Ken Funston - David Ironside - Jacky McGlew - Roy McLean - Anton Murray - Hugh Tayfield - John Waite - John Watkins - Dick Westcott - Clive van Ryneveld | - Geoff Rabone (K) - Bert Sutcliffe (VK) - John Beck - Bill Bell - Bob Blair - Murray Chapple - Eric Dempster - Ian Leggat - Tony MacGibbon - Lawrie Miller - Frank Mooney (wk) - Guy Overton - Matt Poore - John Reid |

## Tests

### Erster Test in Durban
| 11. – 15. Dezember Scorecard | Durban | Südafrika 437-9d (115)                          | – | Neuseeland 230 (105.6) & 149 (82.1) (f/o) |
|                              |        | Südafrika gewinnt mit einem Innings und 58 Runs |   |                                           |

Südafrika gewann den Münzwurf und entschied sich als Schlagmannschaft zu beginnen.

### Zweiter Test in Johannesburg
| 24. – 29. Dezember Scorecard | Johannesburg | Südafrika 271 (80) & 148 (53.1) | – | Neuseeland 187 (53.2) & 100 (47.5) |
|                              |              | Südafrika gewinnt mit 132 Runs  |   |                                    |

Südafrika gewann den Münzwurf und entschied sich als Schlagmannschaft zu beginnen.

### Dritter Test in Kapstadt
| 1. – 5. Januar Scorecard | Kapstadt | Neuseeland 505 (165.3) | – | Südafrika 326 (127.7) & 159-3 (54) |
|                          |          | Remis                  |   |                                    |

Neuseeland gewann den Münzwurf und entschied sich als Schlagmannschaft zu beginnen.

### Vierter Test in Johannesburg
| 29. Januar – 2. Februar Scorecard | Johannesburg | Südafrika 243 (98) & 25-1 (6.2) | – | Neuseeland 79 (46.3) & 188 |
|                                   |              | Südafrika gewinnt mit 9 Wickets |   |                            |

Neuseeland gewann den Münzwurf und entschied sich als Feldmannschaft zu beginnen.

### Fünfter Test in Port Elizabeth
| 5. – 9. Februar Scorecard | Port Elizabeth | Neuseeland 226 (92.3) & 222 (87.6) | – | Südafrika 237 (98.1) & 215-5 (47.3) |
|                           |                | Südafrika gewinnt mit 5 Wickets    |   |                                     |

Neuseeland gewann den Münzwurf und entschied sich als Schlagmannschaft zu beginnen.